# Erich Brauer (Ethnologe)

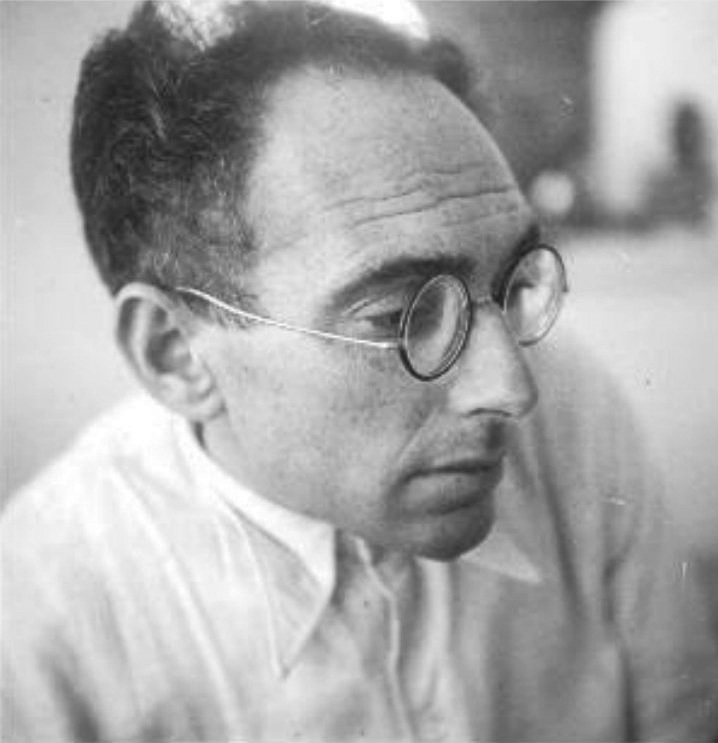
Erich Brauer

Erich Brauer (* 28. Juni 1895 in Berlin; † 9. Mai 1942 in Petach Tikwa) war von Hause aus eher Ethnologe oder Ethnograph. Nach der im englischen Sprachraum vorherrschenden Auffassung gilt er aber auch als Anthropologe. Brauer beschäftigte sich ursprünglich mit dem Volk der Herero. Nachdem er 1925 erstmals Palästina besucht hatte, ließ er sich dort 1934/1935 endgültig nieder. Zusammen mit Raphael Patai wurde er mit seinen Studien über die Juden im Jemen und die Juden Kurdistans zu einem der Pioniere der ethnographischen Forschung über jüdische Gruppen in Palästina.:S. 10 Brauer wurde auch als Graphiker, Maler und Fotograf bekannt, und seine Skizzen und Bilder dokumentieren unter anderem die frühe Entwicklung des Kibbuz Beit Zera.

## Familie und Kindheit
Erich Brauers Eltern waren der Kaufmann und Zelluloidwarenfabrikant Adolf Brauer (* 18. Mai 1857 in Biskupice (Zabrze) (Stadtteil von Zabrze); † 17. Dezember 1933 Berlin) und dessen Frau Fanny (geborene Krebs; * 15. Dezember 1863 in Tarnowitz; † 29. Juni 1944 in Petach Tikva). Zur Familie des seit dem 7. Februar 1888 verheirateten Paares gehörte neben dem Sohn Erich noch die Tochter Margarethe (* 7. Juli 1892 in Berlin; † 1. August 1982 in Santa Monica). Sie war Zionistin und eine Jugendfreundin von Gershom Scholem. Im Oktober 1924 emigrierte sie nach Palästina und schloss sich der Gruppe an, die später den Kibbuz Beit Zera gründete. Wegen finanzieller Schwierigkeiten ihrer Eltern kehrte sie 1928 nach Berlin zurück. Sie heiratete 1932 den ihr aus der jüdischen Jugendbewegung her bekannten Mediziner Harry Heller (* 16. März 1899 in Berlin; † 3. März 1967 Hofit (Israel)). Im März 1933 verließen Harry und Grete Heller Deutschland und erreichten über Zwischenstationen in Holland und Schottland Palästina, wo Harry Heller eine bedeutende Rolle im palästinensischen und später israelischen Gesundheitswesen spielte. Heller und die Geschwister Brauer waren in ihrer Jugend Mitglieder im zionistisch orientierten Berliner Jung-Juda-Kreis.
Über Erich Brauers frühe Jahre ist wenig bekannt. Er war im Alter von 10 Jahren an der Scheuermann-Krankheit erkrankt:S. 93, deren Folgen eine Buckelbildung („hunchback“) waren. Im Findbuch heißt es, er habe sich schon als Schüler mit dem Zeichnen beschäftigt und eine Schülerzeitschrift illustriert.:S. 1 Er hatte zunächst eine Gemeindeschule besucht und dann das Friedrichs-Realgymnasium, das heutige Leibniz-Gymnasium. Das Abitur machte er 1914 am Königstädtischen Gymnasium.:S. 27

## Zionistische Jugend
Der 1897 geborene Gershom Scholem schrieb, er sei „zwischen 1912 und 1917 und auch später noch, soweit ich in Berlin war“, im Kreis der Jung Juda engagiert gewesen.:S. 59 Dass auch Erich Brauer, nach Scholem einer seiner „engsten Freunde aus der Jung-Juda“:S. 93, um diese Zeit zum Jung-Juda-Kreis stieß, ergibt sich aus den Eintragungen im Findbuch des Jüdischen Museums Berlin (JMB), in dem Rundbriefe und Einladungen dieses Kreises junger Zionisten aus dem Jahr 1912 verzeichnet sind.:S. 9 Ob die beiden aber auch die Gründer dieses Kreises waren, wie es im Findbuch heißt:S. 1, ist ungewiss. Im Zusammenhang mit den zuvor erwähnten Rundbriefen und Einladungen tauchen Namen auf von Personen, die in den Anmerkungen zu Scholems Tagebüchern als Studenten vorgestellt werden (zum Beispiel Berthold Cohn oder Kurt Philippsberg), was die Vermutung nahelegt, dass – ähnlich wie beim jüdischen Wanderbund Blau-Weiß – auch Jung-Juda auf eine Initiative aus der jüdischen Studentenschaft zurückgeht.:S. 14, S. 23
Jung-Juda war ein kleiner Kreis zionistisch gesinnter Jugendlicher, vorwiegend bestehend aus Berliner Gymnasiasten und Studenten. Scholem sprach von einer „kleinen Gruppe – nur zwanzig oder dreißig Personen –“, die sich schließlich zu einem radikalen Zirkel entwickelt habe. Die Mitglieder dieses Kreises – zudem Mitte 1915 neben Brauer auch schon der oben erwähnte Harry Heller gehörte:S. 93 – waren erklärte Gegner des Ersten Weltkriegs, was sich sehr deutlich in einem Brief an die Redaktion der Jüdischen Rundschau vom 20. Februar 1915 zeigte. Die sechzehn Unterzeichner, neben Scholem und Harry Heller auch Erich Brauer, wandten sich gegen den Artikel Der Krieg der Zurückgebliebenen von Heinrich Margulies und kritisierten vor allem dessen Satz „Und so kam es, daß wir in den Krieg zogen, weil wir Zionisten waren, nicht aber, obwohl wir Juden sind.“ Dem stellten die Jung-Juda-Mitglieder ihre zionistische Sicht auf den Ersten Weltkrieg entgegen, wobei der Autor des Textes vermutlich Scholem war:S. 89:

„Dieser Artikel ist das bedauerlichste Erzeugnis der zionistischen Journalistik, das während der Kriegszeit erschienen ist. Dieser Artikel schlägt den Anschauungen eines großen Teiles unserer Gesinnungsgenossen in Deutschland ins Gesicht. Wir sind nicht der Ansicht, daß dieser Krieg uns das »Geheimnis der Gemeinschaft« enthüllt hat, noch daß ein solcher es überhaupt kann. Ferner glauben wir, daß Deutschlands Sache ebensowenig wie die irgendeines anderen Landes in der Welt die unsere ist. Ob unsere Interessen mit denen Deutschlands konform sind, ist eine Frage, über die sich durchaus streiten läßt. Da durch den sogenannten »Burgfrieden« und die Zensur es den Andersdenkenden nicht vergönnt ist, ihren Ansichten in unserem Parteiorgan Ausdruck zu geben, bitten wir die verehrliche Redaktion dringend, in Zukunft die Aufnahme derartiger Artikel zu unterlassen.“

In diesem Umfeld und durch das gemeinsame Engagement von Scholem und Brauer entstand auch die Idee für die von den beiden dann herausgegebene Zeitung Die blauweiße Brille.

„Mit Brauer gab ich 1915 und 1916 drei Hefte einer in unserer Druckerei (ohne Wissen meines Vaters) lithographisch hergestellten Zeitschrift mit dem symbolischen Titel Die blauweiße Brille heraus, die wir beide alleine schrieben und in denen wir Front gegen die in weniger radikal-zionistischen Kreisen herrschende Verwirrung bezogen.“

Laut dem Findbuch des Jüdischen Museums wurden die Artikel in Brauers Handschrift geschrieben und von ihm auch illustriert.:S. 1 Es gibt darüber hinaus auch eigene Beiträge von ihm, die er aber meist nicht mit seinem Namen unterzeichnete. Die Signatur CH deutet auf Chiram hin, einen Namen, den er sich später als zweiten Vornamen zulegte. In der Nummer 2 der blauweißen Brille gab es das Gedicht Die Fahrt, das von einem Ben Ir stammen sollte, in Wirklichkeit aber von Brauer. Gerade dieses Gedicht aber fand im Jung-Juda-Kreis überhaupt keinen Gefallen, wie Scholem festhielt:

„Über Brauers ›Ben-Ir‹-Gedicht ›Die Fahrt‹ herrscht eine allgemeine Empörung sondergleichen. Man hält es für unmöglich, ›daß ein Jung-Judäer so etwas hat schreiben können‹, und weiß durchaus nicht, wen man als Verfasser annehmen soll. Habe lange Verteidigungsplädoyers sagen müssen, warum ich es aufgenommen und was mir so daran gefiele.“

Während Geisenhainer die blauweiße Brille als „Anti-Kriegs-Zeitschrift“ bezeichnet:S. 28 – wofür sich zumindest bei den auf Flickr einsehbaren Ausgaben keine Anhaltspunkte ergeben –, spricht David Biale von einer „eher amateurhaften Zeitung […], die sich gegen die Blau-Weiß-Jugend Bewegung“ gerichtet habe. Zu dieser Zeit waren Brauer und Scholem selber noch Mitglied im Blau-Weiß, wenngleich auch sehr kritische. Am 23. Januar 1916 skizzierte Scholem in seinem Tagebuch ironisch eine Alternative zum Blau-Weiß: „Der Wanderbund Weiß-Blau, beschränkte Mitgliederzahl: zwei, Bedingung: Redakteure der Blau-Weißen-Brille, mit den Idealen, die wir, d. h. Brauer und ich, vom Wandern ohne jeden Zwang durch Konvention, auch durch Wanderbundskonventionen haben. Mitglieder sind Scholem und Brauer, Führer brauchen wir nicht.“:S. 247 Es dauerte dann aber noch bis zum 1. Oktober 1917, bis Brauer aus dem Blau-Weiß austrat.:S. 9 Offenbar tat das zur gleichen Zeit auch seine Schwester Grete, denn Gershom Scholem vermerkte am 18. Oktober 1917 in seinem Tagebuch den Blau-Weiß betreffend: „Grete ist ausgetreten, schon vor vierzehn Tagen – und mir hat sie bisher nicht ein Wort davon mitgeteilt. Ist das nun Absicht? Wenn es in diesem Tempo weitergeht, dann werden wir bald in der [Jüdischen] Rundschau einen Leitartikel lesen können, in dem vor uns gewarnt wird! Nun, wenn schon!“:S. 59
Wie sehr die blauweiße Brille den Jugendverband Blau-Weiß ärgerte, ist nicht bekannt. Vorerst aber verschafften eine Brauer-Karikatur von Martin Buber und ein Artikel, in dem die deutschen Zionisten und deren die Kriegsanstrengungen unterstützende Haltung parodiert wurde, Scholem und Brauer eine Einladung von Buber, die am 16. Dezember 1915 zu einem Besuch in Bubers Villa in Berlin-Zehlendorf führte. Brauer, „der sonder erwarten gutbürgerlich aussah, mit dem berühmten neuen Wintermantel“:S. 201–203, war von dem berühmten Mann und dem Ambiente offenbar stärker beeindruckt als Scholem, so dass der Besuch weitgehend in einen Diskurs zwischen Buber und Scholem mündete: „Brauer, der ein sehr scheuer Mensch war, verhielt sich ganz schweigend.“:S. 95
Scholems Tagebücher vermitteln den Eindruck, dass es in der in ihnen festgehaltenen Zeit zwei enge und für ihn wichtige Freundschaften gab: die zu Walter Benjamin und die zu Erich Brauer. Es gab immer wieder Krisen in diesem Beziehungsgeflecht, und Scholem fühlte sich mal mal mehr von Benjamin, ein anderes mal mehr von Brauer verstanden. Weniger eng scheinen die Beziehungen zwischen Benjamin und Brauer gewesen zu sein, und für eine der schwersten Verstimmungen sorgte ein gemeinsamer Besuch von Brauer und Scholem bei Benjamin und dessen Frau Dora am 2. November 1918, über den Scholem am nächsten Tag festhielt.

„Gestern abend war ich mit Brauer bei Walter und Dora. Es war ein entsetzliches débacle, ganz wie ich es nur hatte befürchten können. Er zeigte sich von seiner stumpfsinnigsten Seite, und Walters verzweifelte Versuche, mit ihm in ein Gespräch zu kommen, scheiterten gänzlich. Er saß stumm und dumm in seiner Sofaecke, ein Jammerbild. Ich muß mir vorwerfen, ihn noch immer viel zu sehr herausgestrichen zu haben, und habe nur meinen guten Blick kompromittiert. Der Weltabgrund zwischen Gretes natürlicher Feinheit und seiner Art ist grausig. Walter überging ihn schließlich einfach ganz und sprach - was er sonst niemals tut, im Gegenteil für unrecht hält - mit mir von Dingen, die uns interessieren. Dann, als schlimmstes Zeichen des mißglückten Besuchs, machte er die ganze übrige Zeit Blödsinn, wo die Schalheit des Besuchers etwas verdeckt werden konnte. Es war für mich einer der quälendsten Abende, und von mir aus werde ich ganz gewiß ein nochmaliges Zusammensein weder beantragen noch unterstützen.[…] Brauer hat nur den (leider ja auch der Wahrheit entsprechenden) Eindruck der Leere gemacht.[…] Als ich nachts mit Brauer nach Hause ging, brachte ich vor Scham kein Wort mehr heraus die ganze Zeit. Er wird wissen, was ich gedacht habe.“

Die Hervorhebung Gretes, der Schwester von Erich Brauer, hängt damit zusammen, dass Scholem zu der Zeit ein sehr inniges Verhältnis zu ihr pflegte, wenngleich auch diese Beziehung nicht konfliktfrei war und es in den Tagebüchern viele Stellen gibt, die zeigen, dass Scholem über seinen Freund Brauer versuchte, Informationen über dessen Schwester einzuholen.
Worüber sich aber in Scholems Tagebüchern keine Hinweise finden, das ist Brauers Studium. Es scheint, als hätten die beiden Freunde darüber niemals diskutiert.

## Wissenschaftlicher Werdegang
Nach Madar/Schrire arbeitete Erich Brauer zwischen 1915 und 1917 im Bereich Grafikdesign, wurde aber an der Kunstschule in Berlin nicht angenommen.:S. 93–94 Er begann daraufhin im Oktober 1917 ein Studium der Ethnologie, Geographie, Kunstgeschichte und der semitischen Sprachen:S. 28, das ihn an die Universitäten Berlin, Basel, Bern, Jena, Freiburg und schließlich Leipzig führte. Seine akademischen Lehrer waren unter anderem Eduard Hahn, Hans Meyer, Hans Stumme, und Diedrich Westermann, Alfred Vierkandt, Felix von Luschan, Eduard Seler, Ernst Grosse, Max Schmidt, Walter Lehmann und Fritz Krause. Sein Doktorvater war Karl Weule, bei dem er 1924 in Leipzig mit der Dissertation über die Züge aus der Religion der Herero promoviert wurde.:S. 93–94
Brauers Dissertation erschien 1925 in der Reihe Ethnographie und Ethnologie der Veröffentlichungen des Staatlich-Sächsischen Forschungsinstitutes für Völkerkunde in Leipzig und fand nach Madar/Schrire großes Interesse in der deutschen und internationalen akademischen Öffentlichkeit.:S. 95–96 Er verstand seine Dissertation, die er als couch anthropologist – als Anthropologe ohne eigene Feldforschung in Afrika – verfasst habe:S. 99, S. 114, als Beitrag zur Hamitentheorie und wollte durch ihn zeigen, dass das Volk der Herero aufgrund seiner Ökonomie hamitisch beeinflusst sei und sich dadurch von den anderen Bantu-Völkern in Südwestafrika unterscheide.:S. 96 Brauer habe aber versucht, über die ökonomische Beschreibung der Verwandtschaft der Herero mit den Hamiten hinauszugehen, indem er auch ihre religiöse Weltanschauung untersucht habe, die angeblich eine unabhängige Variable darstelle, und er habe die Kultur der Herero mit Einflüssen in Verbindung gebracht, die sie von außerhalb von Afrika erreicht hätten. Damit habe er sich der damals in deutschsprachigen ethnologischen Kreisen vorherrschenden Kulturkreislehre angeschlossen. In seiner Einleitung zu Brauers posthume veröffentlichtem Buch The Jews of Kurdistan habe Raphael Patai etwa 20 Jahre später darauf hingewiesen, dass Brauer bis zu seinem Lebensende der Kulturkreis-Theorie treu geblieben und darüber hinaus ein militanter Vertreter dieser Theorie gewesen sei.:S. 97 Gravierender aber dürfte sein, worüber Brauer nicht geschrieben hat oder nicht schreiben konnte:

„Brauers Couch-Anthropologie stützte sich auf Dokumente, die dem Völkermord an den Herero vorausgingen, und zielte auf die Bräuche der Herero vor dem europäischen Kolonialismus ab, während sie gleichzeitig von kolonialen Praktiken geprägt war. Brauer ignorierte völlig den Wandel, den die Religion der Herero durchgemacht hatte. Er versuchte, ein vorkoloniales Bild der Herero zu zeichnen, wie sie vor der Ankunft der Europäer wirklich waren. Der Völkermord an den Herero, der weniger als zwei Jahrzehnte vor der Veröffentlichung von Brauers Dissertation stattfand, wird mit keinem Wort erwähnt. Das ist nicht verwunderlich, denn Brauers Leipziger Arbeit beschäftigte sich weniger mit den Herero an sich, sondern zielte in erster Linie auf eine theoretische Auseinandersetzung mit den sogenannten Hamiten ab. Die Hamitenthese blieb jedoch nicht auf den Elfenbeinturm neben anderen aufgegebenen wissenschaftlichen Theorien beschränkt. Die Vorstellung von privilegierten afrikanischen ‚Rassen‘ tauchte im Völkermord von 1994 in Ruanda wieder auf, der, wie einige Wissenschaftler behaupten, durch theologische Ideen, die in der Hamitenthese verankert waren, angeheizt wurde. Brauers Arbeit mag zu einer erweiterten Erkenntnis beigetragen haben, aber das bedeutet nicht, dass er ihren Gebrauch und Missbrauch vorhersehen konnte. Letztendlich ist es schwer festzustellen, wie viel Freiheit er bei seiner Doktorarbeit hatte, und es ist nicht klar, ob er sich dafür entschied oder unter Druck gesetzt wurde, über die Religion der Herero und die Hamitische Frage zu schreiben.“

## Erste Begegnungen mit Palästina und den jemenitischen Juden
Nach der Veröffentlichung seiner Dissertation im Jahr 1925 kam Brauer zum ersten Mal nach Palästina. Nach dort bestanden allerdings länger schon private Verbindungen, da einige seiner Freunde aus Jung-Juda hier bereits lebten und seit Oktober 1924 auch seine Schwester Grete. Zu ihr und seinem Freund Benjamin Porat (Freund) unterhielt er rege Briefkonakte.
Brauers erste Palästinareise war allerdings wissenschaftlich begründet. Im Auftrag des Völkerkundemuseums in Leipzig (und seines Direktors Karl Weule) sammelte er einige Monate lang Material über das Alltagsleben in palästinensischen (arabischen) Dörfern sowie Gegenstände, die er dort fand.:S. 94 Nach Geisenhainer hat diese erste Begegnung mit Palästina Brauers weitere wissenschaftliche Arbeit stark beeinflusst und in eine andere Richtung gelenkt. „Seine Studien galten im Anschluss an seine Promotion ausschließlich der jüdischen Bevölkerung im Nahen Osten.“:S. 29
Wann Brauer nach seinem ersten Palästina-Aufenthalt wieder nach dort zurückkehrte, wird unterschiedlich dargestellt. Sowohl im Findbuch:S. 2, als auch bei Geisenhainer:S. 26 wird das Jahr 1926 genannt, und beide stimmen auch darüberein, dass diese zweite Reise mit einem längeren Besuch bei seiner Schwester Grete im Zusammenhang stand, die sich einer zionistischen Gruppe angeschlossen hatte, die den späteren Kibbuz Beit Zera gründete. Nach Madar/Schrire kehrte Brauer aber erst 1927 nach Palästina zurück, um dort die jüdischen Gemeinschaften zu studieren.:S. 94 Für das Jahr 1927 sprechen einige Flickr-Alben, insbesondere das Album Erich Brauer: Bet Zera , 1920's und die Geschichte von Beit Zera selber. Der Vorläufer dieses Kibbuz wurde im Sommer 1927 durch ein Erdbeben vernichtet und gründete sich im September an seinem heutigen Standort neu. Das Flickr-Album enthält ein Foto, das das Datum vom 23. April 1927 trägt, die meisten aber dokumentieren den Aufbau am neuen Standort in den Jahren 1927/28. „Sie dokumentieren anschaulich die Pionierzeit der Kibbutzim in Palästina sowie den Kontakt der Zionisten untereinander.“:S. 1
Brauers Interesse verlagerte sich immer mehr auf die jemenitisch-jüdischen Gemeinschaften. Er verstand sich dabei nicht explizit als anthropologischer Forscher, doch war ihm unter anderem eine Nähe zur Rassentheorie von Ludwig Ferdinand Clauß, den er in Palästina besuchte, zu eigen, was ihn auch zu eignen phänotypischen Studien über den „negritischen Einschlag bei jemenitischen Juden“ führte.

„Brauer grenzte „den jemenitischen Juden“ anthropologisch von ‚den übrigen jüdischen Gruppen: den aschkenasischen und sephardischen Juden‘ (Brauer 1934: 51) ab. Aufgrund mangelnder Kenntnisse über die Anthropologie der Südaraber sei jedoch eine entsprechende Einordnung der jemenitischen Juden schwierig. Wie so häufig bei anthropologischen Untersuchungen einer Bevölkerung allgemein, fiel gleichfalls Brauer auf, dass auch konkret in seinem Fall ebenso wenig ‚der jemenitische Jude einen einheitlichen Typus‘ (Brauer 1934: 55) darstelle. Hatte Weissenberg […] von einem ‚ursprünglichen Semitentypus in voller Reinheit‘ berichtet, schrieb Brauer: ‚Auch hier lässt schon die geschichtliche Betrachtung keinen Zweifel, dass Vermischungen stattgefunden haben müssen, und dass die jemenitischen Juden keinen reinen Judentypus darstellen.‘ (Brauer 1934: 55)“

Brauer, der über seine Studien 1931 Vorträge in Deutschland hielt und hier auch noch 1934 sein Buch über die Ethnologie der jemenitischen Juden veröffentlichte, bewegte sich im Umfeld der Diskussionen darüber, ob ein Mensch „durch ethnische Zugehörigkeit oder durch das religiöse Bekenntnis dem Judentum angehöre“ und knüpfte damit an die radikalsten deutschen Schriften zum Thema Rasse an.:S. 35 Geisenhainer vermutet bei Brauer dahinter aber eher eine zionistisch geprägte Rassentheorie, die darauf abzielte, Rassenbewusstsein als Rassenmerkmal zu etablieren. Sie schließt sich dem israelischen Historiker Amos Morris-Reich an, dem zufolge Brauers Ideen den jemenitischen Juden die Möglichkeit geben sollten, sich von ihrer arabischen Umgebung abzugrenzen und sich dem jüdischen Nationalprojekt anzuschließen.:S. 36
Brauer hatte 1930 als finanzielle Unterstützung für seine ethnologischen Studien das nach Herbert Plumer benannte Lord Plumer Stipendium für Arabische Studien der Hebräische Universität Jerusalem erhalten. Für Die Ethnologie der jemenitischen Juden erhielt er 1936 zusätzlich den Lord Plumer Preis.:S. 1 In ihrem 2014 veröffentlichten Aufsatz weisen Madar/Shrire jedoch darauf hin, dass dieses Buch nie übersetzt wurde und daher nur für diejenigen zugänglich war, die der deutschen Sprache mächtig waren.:S. 110

## Versuch einer Karriere in Palästina
In Deutschland konnte Brauer nach der Veröffentlichung seines Buches über die jemenitischen Juden beruflich nicht mehr Fuß fassen. Aufgrund des zunehmenden Antisemitismus blieb ihm trotz der Fürsprache seines früheren Lehrers Diedrich Westermann eine Anstellung an der Berliner Universität verwehrt, so dass er nun dauerhaft nach Palästina zurückkehrte. Dort setzte er als wissenschaftlicher Mitarbeiter an der Hebräischen Universität zwischen 1936 und 1940 seine ethnologische Arbeit fort, musste sich dafür aber zweimal im Jahr einer fachlichen Überprüfung seiner Arbeit unterziehen. Madar/Shrire vermuten, dass unterschiedliche Vorstellungen über Feldforschung dazu führten, dass Brauers mit seiner Arbeit auf Widerstand anderer Forscher stieß. Auch wenn es genügend Belege dafür gäbe, dass er mit den Menschen interagiert habe, über die er forschte und schrieb, sei für Brauer das Feld eher ein Ort des Sammelns von Material gewesen, das es zu beschreiben und zu klassifizieren gälte. Diese einer deutschen Tradition verhaftete Arbeitsweise entspräche eher der eines Sammlers in einem Museum, als der eines aktiven Feldforschers. Madar/Shrire weisen allerdings auch darauf hin, dass Brauer alleine schon aus gesundheitlichen Gründen nicht in der Lage gewesen sei, expeditionelle Feldforschung zu betreiben, und andererseits hätten Menschen, die Brauer persönlich kannten – so Raphael Patai oder Shlomo Dov Goitein –, sehr wohl Brauers Stärken in der Feldforschung anerkannt.:S. 104–107 Diese wurden geradezu exemplarisch deutlich in einer Würdigung seiner fotografischen Arbeiten.
In einer Kurzbiographie Brauers auf der Webseite des israelischen Zentrums für Bildungstechnologie heißt es, er habe als Anthropologe ein besonderes Interesse an Gesichtern gezeigt und mehr als 1.400 Fotografien von orientalischen Juden gemacht. Eine Auswahl davon zeigte er Mitte 1939 in einer Ausstellung im Clubhaus der Hebräischen Universität auf dem Skopusberg. In einem Zeitungsartikel hieß es dazu, dass es Brauers Ziel gewesen sei, „die rassischen Merkmale der orientalischen Juden bildlich zu erfassen. Er ist der Meinung, dass verlässliche anthropologische Daten nur dann gewonnen werden können, wenn für jede Gruppe von Menschen mindestens 2.000 Vergleichsfotos zur Verfügung stehen.“ Angesichts der in Jerusalem vorherrschenden tiefen Abneigungen orientalischer Juden gegenüber Kameraaufnahmen könne man ermessen, mit welchen Schwierigkeiten Brauer bei seinen Aufnahmen zu rechnen gehabt habe. „Er konnte sie nur überwinden, indem er nach und nach das Vertrauen seiner Modelle gewann und hier, wie einst Rembrandt im Amsterdamer Ghetto, zum Freund und Berater der kurdischen und bucharischen, der marokkanischen, jemenitischen und persischen Juden wurde. […] Dr. Brauer fotografiert mit wissenschaftlichem Anspruch und verzichtet auf Postkarteneffekte. Trotzdem oder gerade deswegen haben seine Bilder einen hohen künstlerischen Wert.“
Brauer hatte sich stets dafür eingesetzt, die Erforschung der Ethnologie der Juden an der Hebräischen Universität fest zu verankern und ein Ethnografisches Museum einzurichten.:S. 37 1939 fand der Senat der Universität das zwar wünschenswert, schaffte aber keine Voraussetzungen, um Brauer dauerhaft zu beschäftigen. Seine Arbeit wurde als Übergangslösung betrachtet, und ihm wurde nie eine reguläre Stelle an der Universität angeboten.:S. 108 In Anlehnung an die israelische Anthropologin Esther Hertzog vermutet Geisenhainer, dass auch hierfür Brauers Verankerung in einem spezifisch deutschen Verständnis seines Faches der Grund für diese Zurücksetzung gewesen sein könnte.

„Während in den USA die Anthropologie gemäß des four-field-approach Ethnologie, Physische Anthropologie, Archäologie und Linguistik umfasste und sich Fachvertreter in England auf Sozialanthropologie konzentrierten, erfuhr Brauer seine wissenschaftliche Sozialisation in Deutschland, wo zu jener Zeit nahezu jede ethnologische oder ethnographische Monographie auch eine Abhandlung über das somatische Erscheinungsbild der jeweiligen Gesellschaft beinhaltete. Bekanntlich wurden anthropologische bzw. rassekundliche Untersuchungen meist in Beziehung zu den ethnologischen Studien gesetzt mit entsprechenden Konnotationen. Konkret für die sich im Aufbau befindende Hebräische Universität sei in diesem Zusammenhang […] die in Europa laufende Debatte um die Frage, ob es eine jüdische Rasse gebe oder Juden aus verschiedenen Rassen bestünden, besonders befremdlich gewesen. So habe auch gegenüber Brauers Arbeit eine gewisse Skepsis bestanden.“

## Nach-universitäre Jahre
Was genau Brauer nach der Nicht-Verlängerung seines Vertrags machte, ist nicht so genau dokumentiert. Im Findbuch heißt es, er habe zeitweise in Tel Aviv eine Kunsthandlung namens HaGilayon betrieben und dort Zeichnungen, Drucke und grafische Arbeiten angeboten. Ob die dort ebenfalls erwähnte große ethnologische Sammlung, die er für die britische Mandatsregierung in Palästina zusammengetragen habe, auch in dieser Zeit zu Stande kam, ist unklar.:S. 1–2
Im Alter von 46 Jahren starb Erich Brauer nach kurzer Krankheit am 9. Mai 1942 in Petach Tikwa. Begraben wurde er auf dem Nahalat-Yitzhak-Friedhof in Givʿatajim. Nach Geisenhainer habe Shlomo Dov Goitein, der der Meinung gewesen sei, Brauer habe zu Lebzeiten nicht die Anerkennung gefunden, die er verdient habe, dreißig Tage nach Brauers Tod bei einer Gedenkfeier in der Hebräischen Universität dazu aufgerufen, Brauers Arbeit angemessen zu würdigen. Zugleich wiederholte er einen Satz, den Brauer zwei Tage vor seinem Tod formuliert habe: „Ich werde der Ethnologe des Volkes Israel sein - auch wenn das Volk Israel das nicht will.“
Wenige Monate nach Brauers Tod berichtete die Palestine Post darüber, dass dessen Bibliothek von seiner Familie an die Jüdische National- und Universitätsbibliothek (die heutige National Library of Israel) übergeben worden sei. Erwähnt wurde ebenfalls das von Brauer kurz vor seinem Tod beendete Buch über die Juden Kurdistans. Das Buch wurde erstmals 1947 von Brauers Kollegen Raphael Patai herausgegeben.
Der These, dass unter anderem Brauers früher Tod damals die Chance verbaut habe, die Anthropologie an der Hebräischen Universität zu etablieren, stellt Geisenhainer das Befremden gegenüber, das Brauers anthropologische Ausführungen bereits zu ihrer Zeit ausgelöst haben müssen. Er sei geprägt gewesen von einer deutschen Völkerkunde, für die zunehmend ein biologistisches Verständnis von Volk vorherrschend geworden sei.

„In dieser wissenschafilichen Schule war Brauer in seinem Geburtsland sozialisiert worden, und von dieser Prägung konnte er sich nicht freimachen. Sie geriet ihm zum Hindernis, als er in Palastina auch akademisch Fuß fassen wollte. Dass Erich Brauer und seine ethnologischen Studien heute, zumindest in fachhistorischer Hinsicht, eine Rolle spielen, zeigen die Publikationen der jüngsten Vergangenheit von Abuhav, Madar/Schrire und anderen. Brauer gilt diesen Autoren heute als ‚the first professionally trained ethnologist to study Jewish groups in Mandate Palestine‘ (Abuhav 2015 […]) und damit als einer der ‚pioneers of ethnographic
research of the Jewish groups in Palestine‘ (Hertzog et al 2010 […]).“

Abuhav hatte allerdings trotz ihres hier zitierten positiven Urteils früher schon auf methodische Schwächen bei Brauer und anderen Ethnologen verwiesen damit indirekt an die oben referierte Kritik an Brauers Dissertation über die Hereros angeschlossen.

„Die Forscher […] versuchten, Kulturen zu dokumentieren, die ihrer Ansicht nach jahrhundertelang traditionelle Lebensmuster bewahrt hatten und nun an der Schwelle zu großen Veränderungen standen. Wie viele Anthropologen ihrer Generation sahen sie ihre Hauptaufgabe darin, Lebensweisen aufzuzeichnen, die vermutlich bald verschwinden würden. Sie gingen nicht auf die sozialen Veränderungen ein, die sich in Palästina durch den ständigen Zustrom von Einwanderern und die Bemühungen der britischen Mandatsbehörden vollzogen, Veränderungen, die die Forscher lediglich als zerstörerische Einflüsse ansahen, die ihre Rettungsbemühungen entscheidend machten.“

## Werke

### Veröffentlichte Bücher
- Züge aus der Religion der Herero. Ein Beitrag zur Hamitenfrage, R. Voigtländers Verlag, Leipzig 1925 (Philosophische Dissertation).
- Ethnologie der jemenitischen Juden, Verlag Carl Winter, Heidelberg 1934 (Kulturgeschichtliche Bibliothek).
- The Jews in Kurdistan. An ethnological study, completed, edited and translated by Raphael Patai, Palestine Institute of Folklore and Ethnology, Jerusalem 1947, and Wayne State University Press, Detroit 1993.

### Künstlerisches Wirken
Oben wurde schon auf Brauers grafische Tätigkeiten hingewiesen, auf die auch das Findbuch immer wieder verweist. Er habe sich schon als Schüler mit dem Zeichnen beschäftigt und die Schülerzeitschrift „Kunterbuntes“ sowie später Die blauweiße Brille illustriert. Mehrere von ihm verfasste Briefe hätten zudem kleine Zeichnungen enthalten, später auch solche, die die politische Lage oder den Alltag in Palästina widergespiegelt hätten.:S. 1 Ein Beispiel hierfür aus seiner Vor-Palästinazeit ist ein undatierter Brief aus Berlin, den er seinem Freund Benjamin Freund (Porat) und dessen späteren Ehefrau Scheindel Kahane schickte.

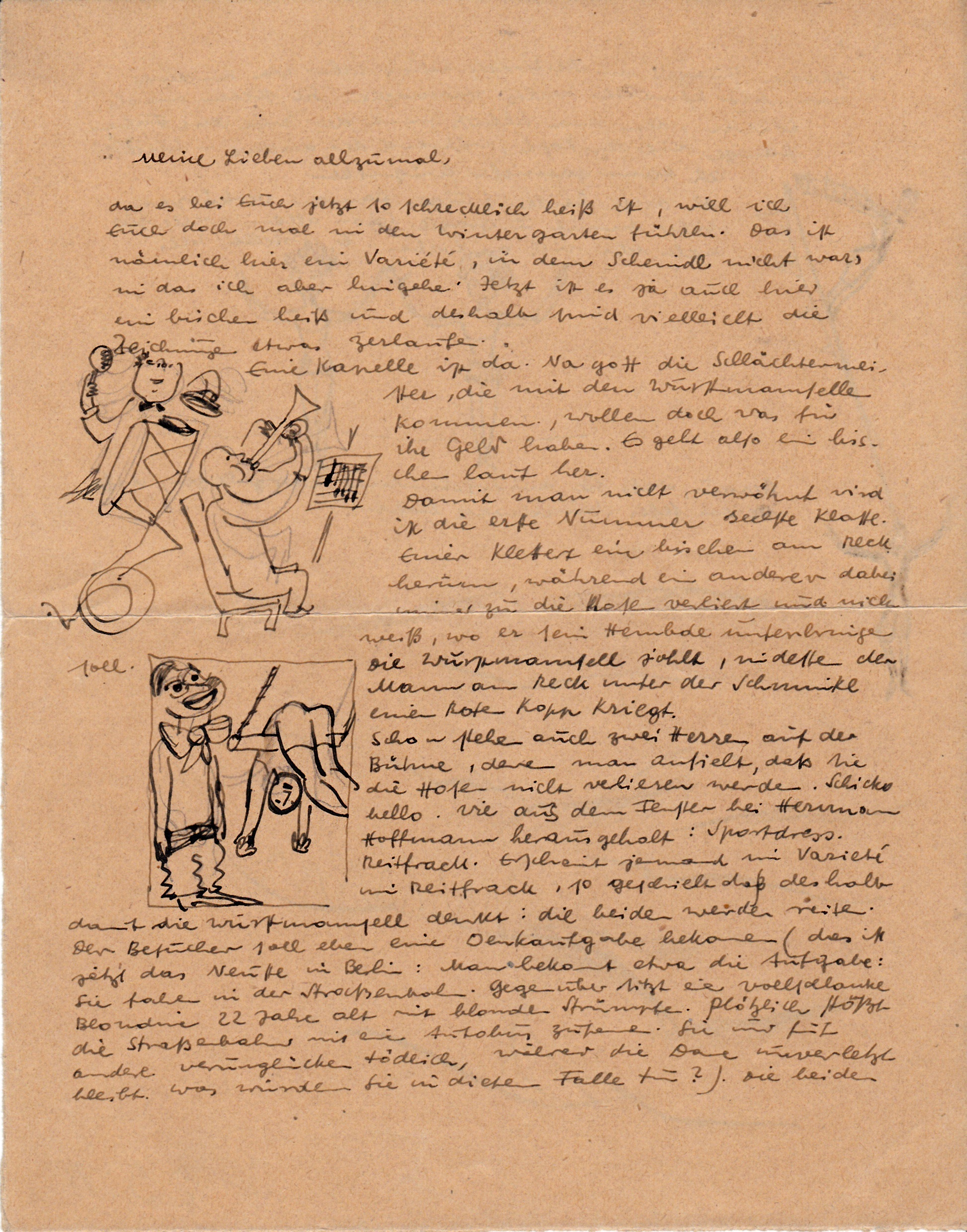
Brief von Erich Brauer, Seite 1
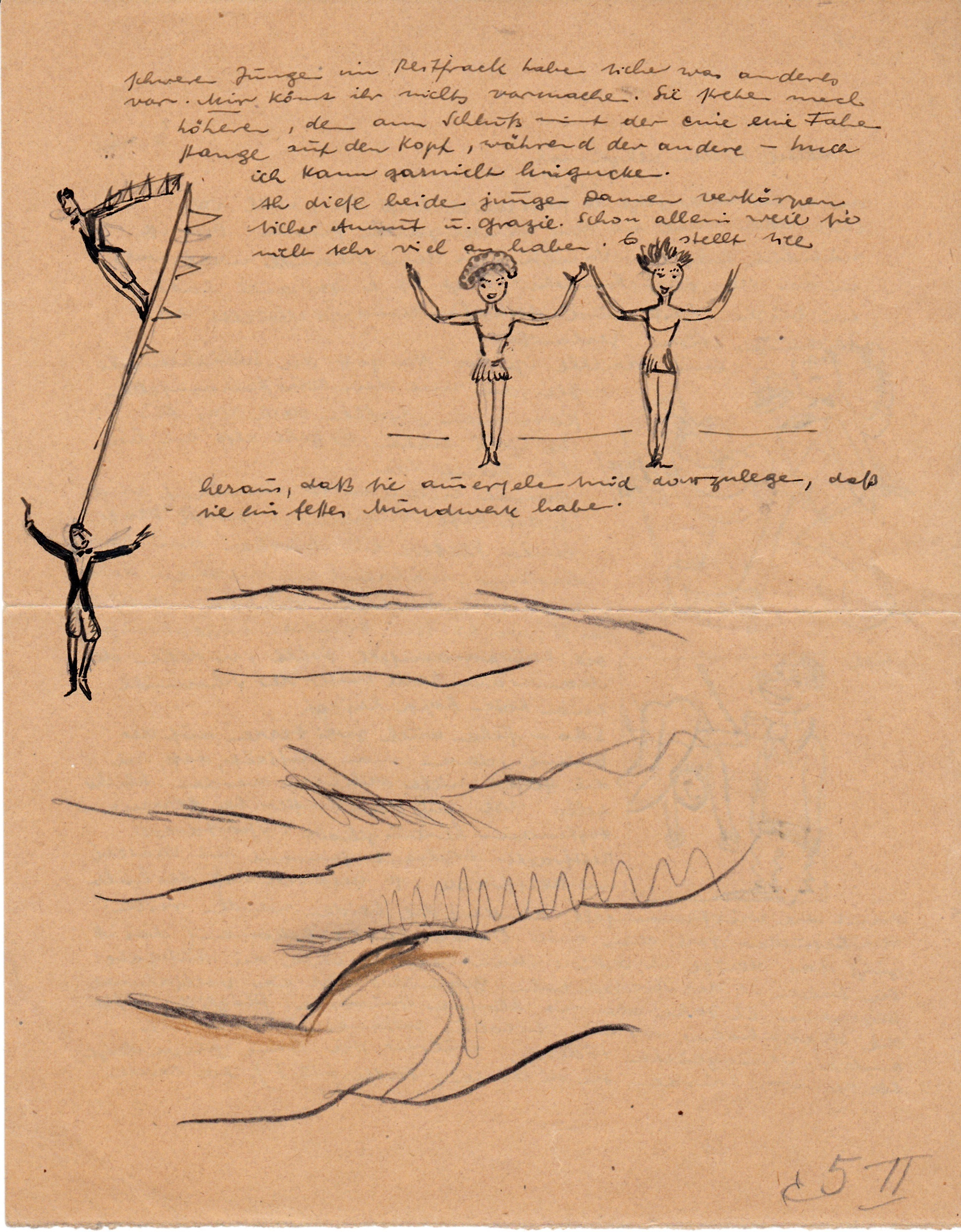
Brief von Erich Brauer, Seite 1

In dem Brief karikiert Brauer einen Besuch im Berliner Varieté Wintergarten.
Brauer war auch ein Dokumentar der 1927 erfolgten (Wieder-)Gründung des Kibbuz Beit Zera, zu dessen Gründerinnen seine Schwester Grete zählte. Während eines Besuchs bei ihr in den Jahren 1927/28 hat er in zahlreichen Fotos den Bau des ersten Hauses dort und die Lebensverhältnisse sowohl fotografisch als auch zeichnerisch festgehalten.

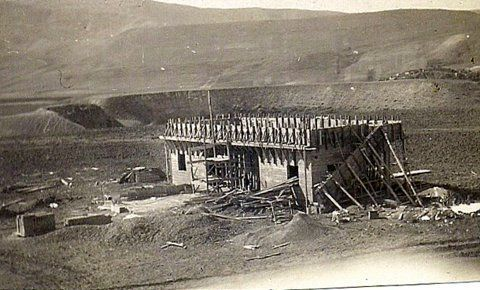
Die Baustelle des Gründerhauses 1927.
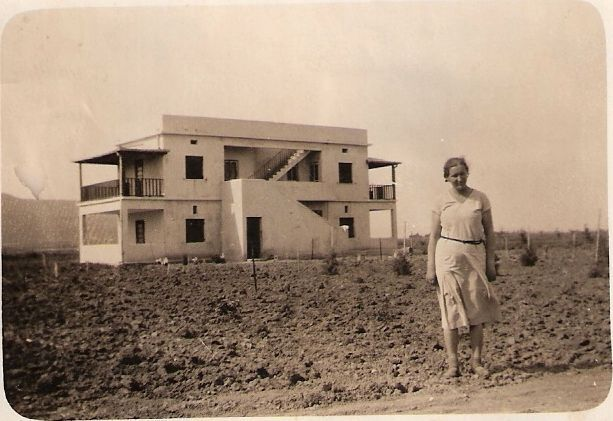
Das fertiggestellte Gründerhaus, 1928.
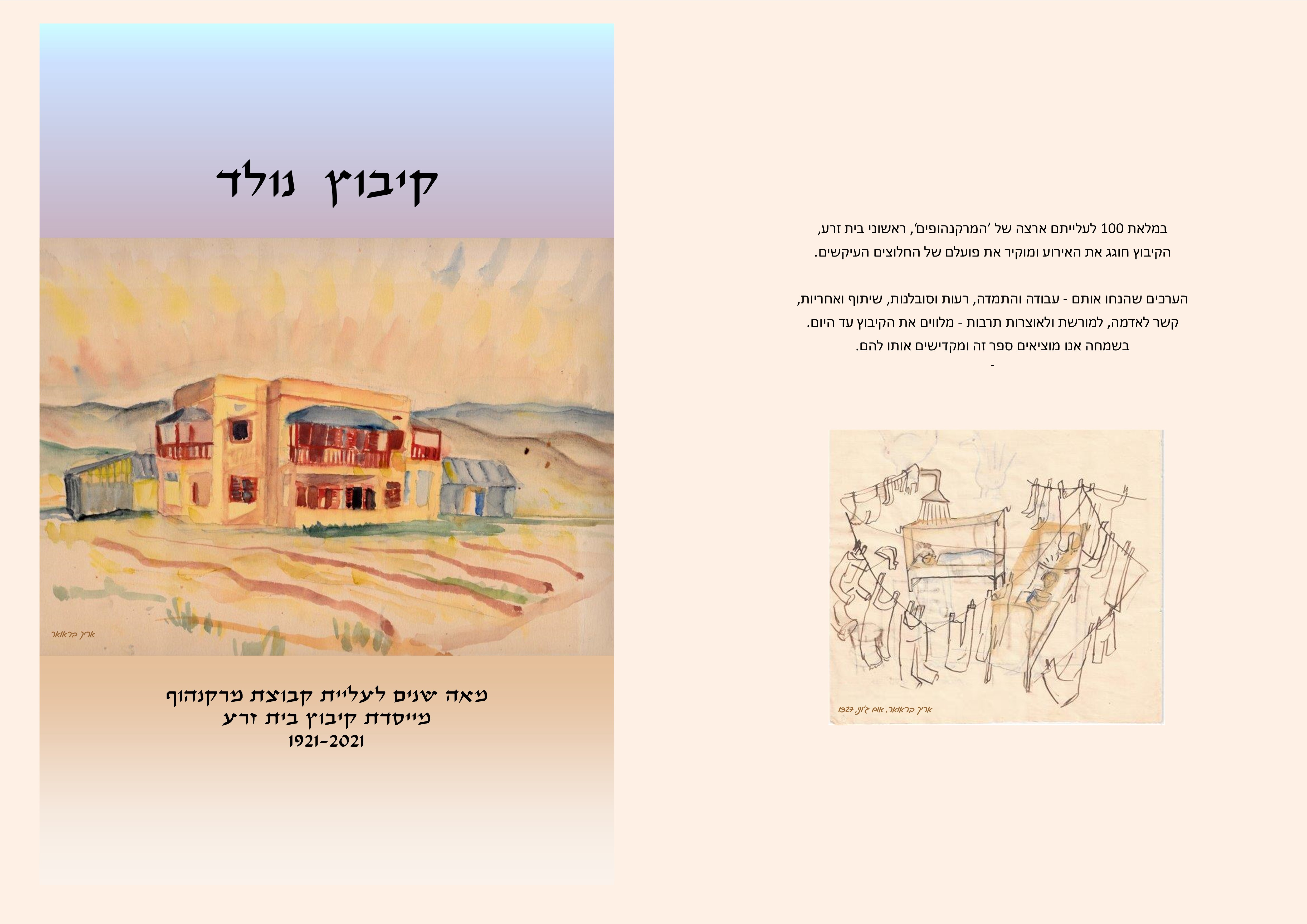
Im November 2021 erschienenes Buch zur Erinnerung an die Einwanderung der ersten Markenhofgruppe nach Palästina im Jahre 1921.

Die Vorderseite des Buches ziert ein Aquarell Brauers vom Gründerhaus, während die Zeichnung auf der Rückseite die einfachen Kibbuz-Lebensverhältnisse im Jahre 1927 festhält.

### Nachlässe und Sammlungen
Erich Brauers Neffe Eri Heller hat dafür gesorgt, dass der umfangreiche Nachlass von Erich Brauer und der Familie Heller, in die seine Schwester Grete hinein geheiratet hatte, in Archiven und zum Teil auch direkt im Internet zugänglich wurde. Auf Flickr sind zwei Archive einsehbar:
- Erich Chiram Brauer auf flickr.com. Dieses Archiv enthält 2.374 Zeichnungen, Malereien und Fotos von Erich Brauer, deren Ordnung sich, da es keine Bildlegenden gibt, teilweise durch die Alben-Struktur erschließt.
- Sammlung Heller Brauer. In dieser Sammlung (982 Dokumente), die ebenfalls in Alben unterteilt ist, kommt Erich Brauer nur vereinzelt vor, so z. B. in dem Album Siblings of Grete Brauer Heller (die beiden rechten Fotos in der oberen Reihe).

Die komplette Sammlung der Familien Brauer/Heller befindet sich im Jüdischen Museum in Berlin. Dazu gibt es ein umfangreiches und sehr detailliertes Findbuch:
- Jüdisches Museum Berlin: Findbuch zur Sammlung der Familien Brauer / Heller

Eine weitere – online nicht zugängliche – Sammlung von und über Erich Brauer befindet sich in der National Library of Israel (NLI). Diese umfasst fünf Originaltagebücher, eine maschinenschriftliche Abschrift davon sowie Fotokopien von Texten und eine Zeichnung Brauers:
- Erich Brauer Collection der NLI